# 畠田昌福
畠田 昌福（はたけだ まさとみ、1897年（明治30年）6月26日 - 1976年（昭和51年）7月14日）は、日本の内務・警察官僚。官選県知事、陸軍司政長官。

## 経歴
兵庫県津名郡来馬村久留麻で畠田勝平の三男として生まれる。第六高等学校を卒業。1921年11月、高等試験行政科試験に合格。1922年、東京帝国大学法学部政治学科を卒業。内務省に入省し福井県属となる。
以後、群馬県理事官、愛知県庶務課長、同地方課長、東京府庶務課長、同地方課長、秋田県書記官・警察部長、福島県書記官・警察部長、福岡県書記官・警察部長、神奈川県書記官・警察部長、内務省警保局警務課長、大阪府書記官・警察部長、内務省地方局監査課長、内務省監査官などを歴任。
1941年11月、愛媛県知事に就任し、戦時下の対応に尽力。1942年7月7日、陸軍司政長官に発令され、第16軍軍政監部付（ジャワ島）として、ジャカルタ州長官、兼内務部長、兼宗教部長を務めた。1945年2月、内務調査官に転じ、同年4月、新潟県知事に就任。米軍によって広島市（8月6日）と長崎市（8月9日）に原爆が投下されたことを受け、同年8月10日に米軍による新潟市への原爆投下による人的被害を抑えるために新潟市民に一斉疎開（原爆疎開）を命じた。戦後の治安維持、戦災の復興に尽力したが、1946年1月、大政翼賛会新潟県支部長を兼務していたため公職追放となり退官した。
その後、横浜市助役（1959年5月～1963年4月）、神奈川県監査委員を務めた。